# Cratere Elva
Elva è un cratere sulla superficie di Marte.